# Långören (vid Östersundom, Helsingfors)
Långören är en halvö i Finland.   Den ligger i landskapet Nyland, i den södra delen av landet, 17 km nordost om huvudstaden Helsingfors.